# Lohnsfeld
Lohnsfeld település Németországban, Rajna-vidék-Pfalz tartományban. Lakosainak száma 963 fő (2023. december 31.).

## Népesség
A település népességének változása:
| Lakosok száma | 660  | 940  | 938  | 924  | 936  | 947  | 963  |
|               | 1975 | 2014 | 2017 | 2019 | 2021 | 2022 | 2023 |